# Port lotniczy Lwów
Port lotniczy Lwów im. Daniela Halickiego (ukr. Міжнародний аеропорт „Львів”, ang. Lviv International Airport, kod IATA: LWO, kod ICAO: UKLL) – międzynarodowy port lotniczy położony 6 km od centrum Lwowa.
We wrześniu 2010 roku, Rada Miejska Lwowa zaproponowała, by nadać portowi lotniczemu imię rzeźbiarza związanego ze Lwowem Jana Jerzego Pinzela. Wkrótce pojawiła się kontrpropozycja nazwania portu imieniem przywódcy OUN Stepana Bandery. Ostatecznie postanowiono nazwać port lotniczy imieniem króla Daniela Halickiego.
Od 24 lutego 2022 roku wszystkie loty cywilne zostały do odwołania zawieszone w związku z zamknięciem przestrzeni powietrznej nad Ukrainą.

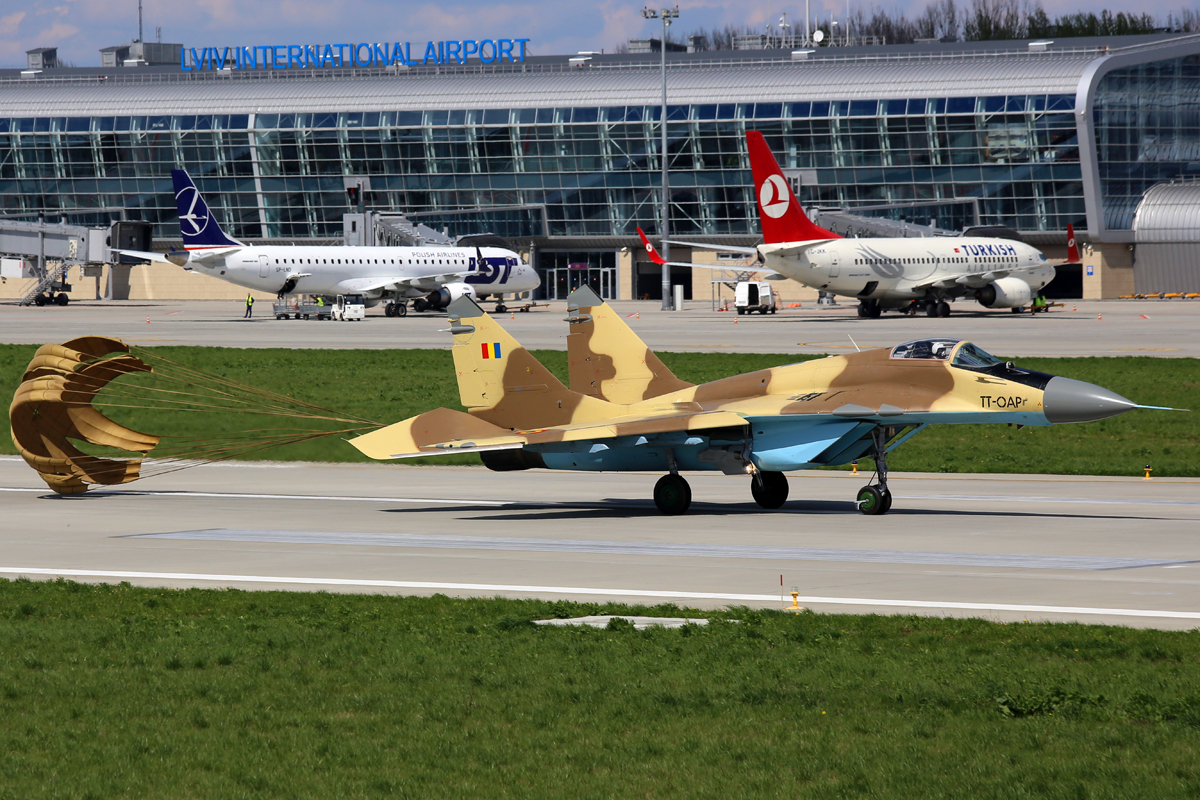
Nowy terminal, widok od strony pasa

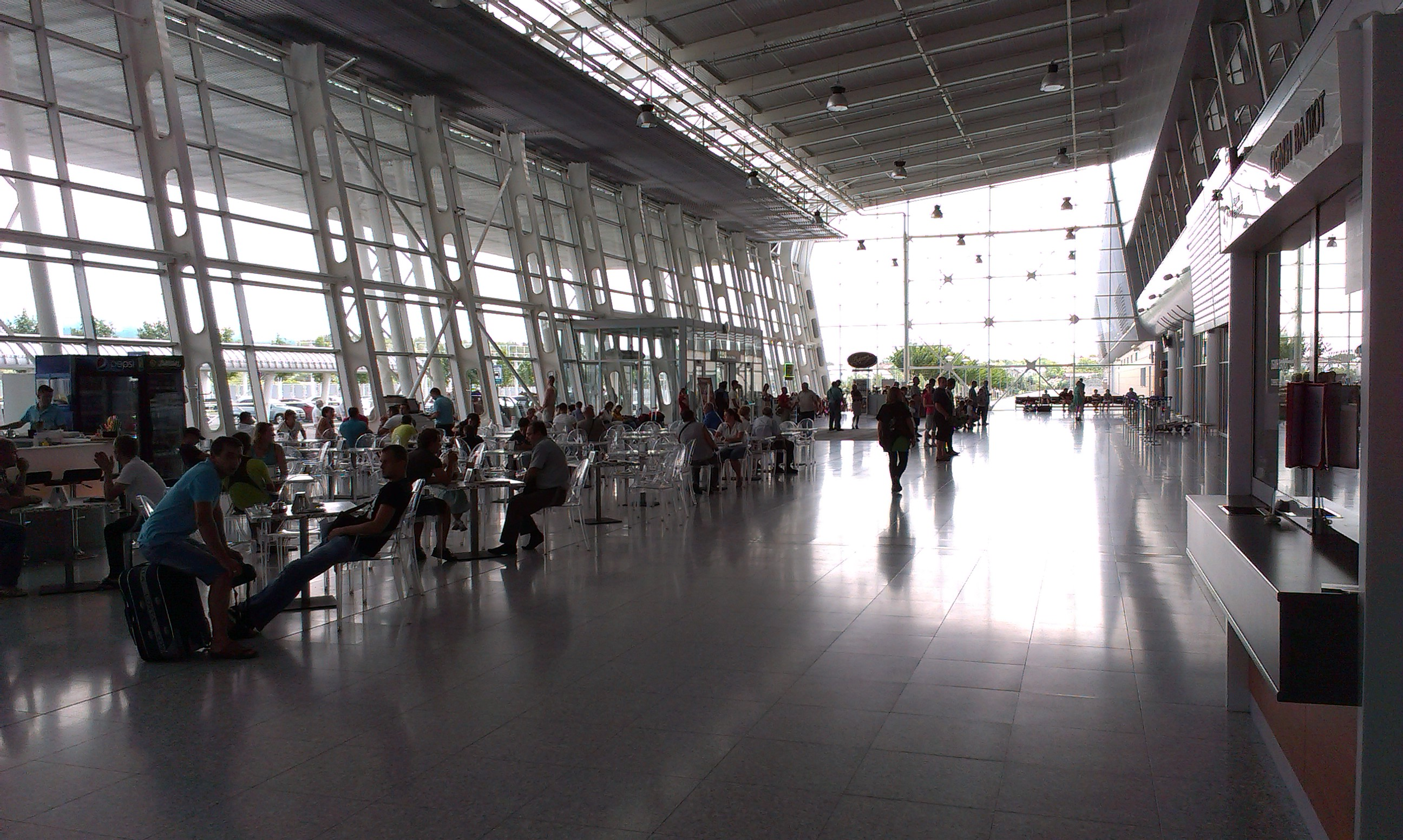
Wnętrze terminalu pasażerskiego

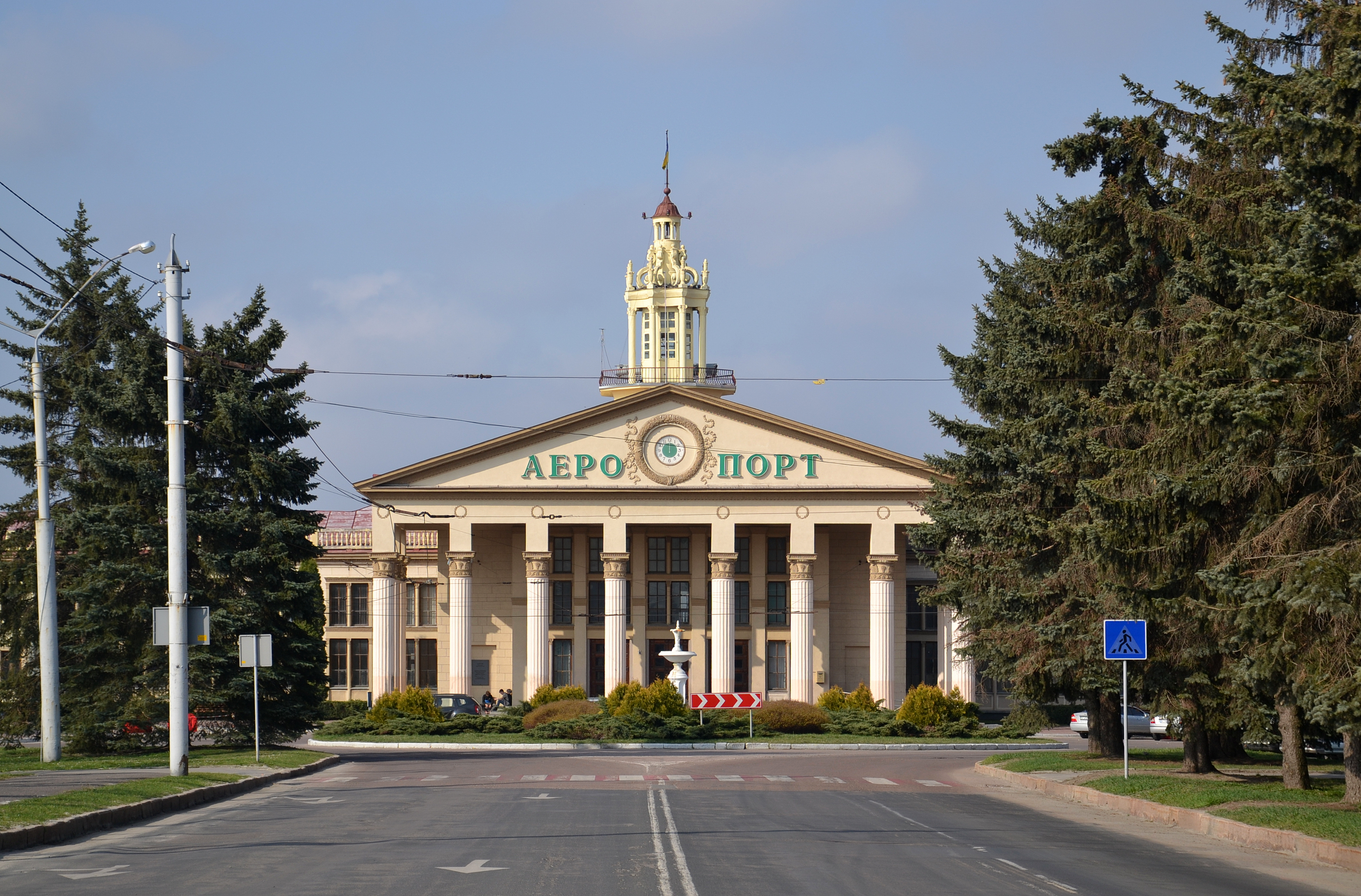
Terminal 1, obecnie nie jest użytkowany

## Linie lotnicze i połączenia
Od 24 lutego 2022 r. wszystkie loty pasażerskie zostały zawieszone na czas nieokreślony.
| Linia lotnicza                 | Kierunek |
| ------------------------------ | --- |
| Air Baltic                     | Sezonowo: 1. Ryga |
| Austrian Airlines              | 1. Wiedeń |
| Azerbaijan Airlines            | Sezonowo: 1. Baku |
| Azur Air Ukraine               | Czartery: 1. Hurghada 2. Szarm el-Szejk Sezonowe czartery: 1. Antalya 2. Bodrum 3. Dalaman 4. La Romana 5. Marsa Alam |
| Buta Airways                   | 1. Baku |
| Flynas                         | 1. Rijad Sezonowo: 1. Gassim 2. Dżudda |
| LOT                            | 1. Warszawa-Okęcie 2. Zielona Góra |
| Lufthansa                      | 1. Frankfurt |
| Motor-Sicz Airlines            | 1. Kijów-Żulany |
| Pegasus Airlines               | 1. Stambuł-Sabiha Gökçen Sezonowo: 1. Bodrum 2. Dalaman |
| Ryanair                        | 1. Barcelona 2. Bari 3. Mediolan-Bergamo 4. Bolonia 5. Bratysława 6. Budapeszt 7. Bruksela-Charleroi 8. Gdańsk 9. Kowno 10. Kraków 11. Londyn-Stansted 12. Manchester 13. Memmingen 14. Neapol 15. Norymberga 16. Palermo 17. Piza 18. Poznań 19. Ryga 20. Rzym-Fiumicino 21. Sztokholm-Arlanda 22. Treviso 23. Turyn 24. Warszawa Modlin 25. Wrocław 26. Zagrzeb Sezonowo: 1. Pafos 2. Weeze                             |
| SkyUp Airlines                 | 1. Stambuł 2. Lizbona 3. Madryt 4. Praga 5. Tel Awiw 6. Walencja 7. Wiedeń Sezonowo: 1. Alicante 2. Bahrajn 3. Baku 4. Barcelona 5. Batumi 6. Burgas 7. Dammam 8. Kuwejt 9. Maskat 10. Rodos 11. Rijad 12. Tirana 13. Tivat Sezonowe czartery: 1. Antalya 2. Hurghada 3. Marsa Alam 4. Gassim 5. Szarm el-Szejk |
| Turkish Airlines               | 1. Stambuł |
| Ukraine International Airlines | 1. Kijów-Boryspol 2. Tel Awiw Czartery: 1. Szarm el-Szejk Sezonowe czartery: 1. Antalya 2. Bodrum 3. Hurghada 4. Tivat 5. Rodos |
| Windrose Aviation              | 1. Kijów-Boryspol Sezonowe czartery: 1. Antalya 2. Hurghada |
| Wizz Air                       | 1. Paryż-Beauvais 2. Berlin 3. Billund 4. Bratysława 5. Budapeszt 6. Katania 7. Bruksela-Charleroi 8. Dortmund 9. Eindhoven 10. Gdańsk 11. Hamburg 12. Katowice 13. Larnaka 14. Lizbona 15. Londyn-Luton 16. Madryt 17. Memmingen 18. Mediolan-Malpensa 19. Neapol 20. Nicea 21. Pardubice 22. Poznań 23. Rzym-Ciampino 24. Rzym-Fiumicino 25. Tallinn 26. Treviso 27. Walencja 28. Wilno 29. Warszawa-Okęcie 30. Wrocław |

## Statystyki ruchu

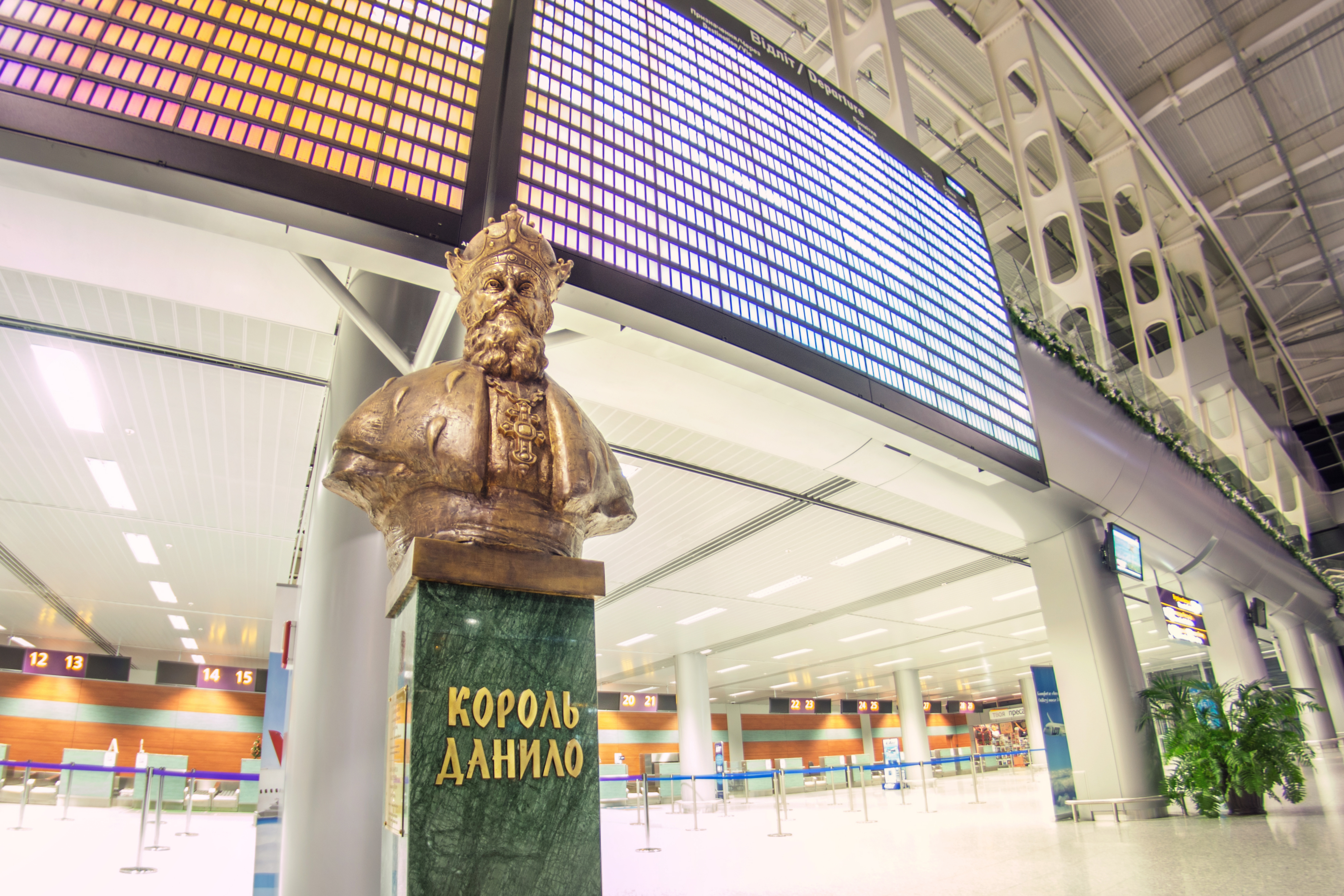
Popiersie patrona portu, króla Daniela Halickiego w nowym terminalu pasażerskim

| 1999   | 35 000    | -     |
| 2002   | 110 200   | -     |
| 2003   | 144 100   | 35,8% |
| 2004   | 198 200   | 35,5% |
| 2005   | 235 900   | 19,0% |
| 2006   | 278 200   | 18,0% |
| 2007   | 427 100   | 52,4% |
| 2008   | 532 100   | 25,5% |
| 2009   | 452 300   | 15,0% |
| 2010   | 481 900   | 6,5%  |
| 2011   | 297 000   | 38,4% |
| 2012   | 576 000   | 94,0% |
| 2013   | 700 800   | 21,0% |
| 2014   | 585 200   | 16,5% |
| 2015   | 570       | 2,5%  |
| 2016   | 738 000   | 29,4% |
| 2017   | 1 080 000 | 46,3% |
| 2018   | 1 598 700 | 48,0% |
| 2019   | 2 217 400 | 38,8% |
| Źródło |           |       |